# 反對逃犯條例修訂草案運動中失蹤人口爭議
香港反送中運動失蹤人口爭議，是指於反對逃犯條例修訂草案運動期間，報稱有大量被捕人士失蹤的爭議。

## 背景
於「反送中」運動期間，有約十宗自殺或原因不明死亡事件遭到關注。有部分參與運動人士指，這些失蹤的運動支持者可能被警方滅口，然後被包裝成自殺案件。至2019年12月，警方公佈被捕人士超過6000人，超過了當時香港在監獄服刑的人數，外間質疑他們被關押的地方在那，警方透露部分被捕人會被羈押在部分警署，以及曾使用新屋嶺扣留中心。而整場運動期間，社交媒體亦出現大量男女青少年失蹤的消息，其中不少失蹤人口為年紀較輕的女童、少女。

## 被傳媒廣泛報導的疑似事件
- 2019年8月31日太子站襲擊事件，有示威者有懷疑在太子站內被打死，卻遭到警方「毁屍滅跡」。香港警方於9月2日表示相關消息屬「不實指控」。而9月6日示威民眾要求港鐵公開8月31日當晚太子站的監控片段遭拒絕。[4]其後亦有人聲稱，死者的父母要求取回屍體，結果「被失蹤」。《香港自由新聞》隨後在臉書上公佈了這段採訪影片。[5]民主黨社區主任梁翊婷其後於個人社交媒體分享一則來自LIHKG討論區的傳聞，懷疑有6名示威者被警察從後方90度拗斷頸脖而死，並稱該消息是其街坊在太平間工作的朋友告知。[5]事後6名失蹤者證實存活。[6]
- 2019年11月18日，網上流傳一段影片，顯示十多名穿黑衣人士，被大批防暴警察押送到港鐵路軌範圍，疑似登上一列東鐵線列車，而該班東鐵列車其後向北行駛走。網民質疑，該批黑衣人是否理大抗爭者，並憂慮他們會否「被送中」。其後警方回應只是要求港鐵協助運走該些被捕人士。[7]
- 2020年1月14日，在油塘高翔苑的紀律部隊宿舍，一名34歲男子從高處墮下身亡，雖然警方指其死因沒有任何可疑，但是在事件被報導後不久，即有相關短片拍到該男子墮樓一刻的畫面，清楚顯示了該名男子的墮樓時是「頭下腳上」，不像普通意外墮樓事件或跳樓自殺，更像是被推人從高處推下。網民還指該處極度狹窄兼位於高處，如要跳樓自殺是沒有可能捨易取難選擇到該處；加上，該男子墮樓時即使碰到石屎物時更是完全沒有意識，更像是被打暈或打死時再從高處拋下；再者，紀律部隊宿舍外人是難以進入的地方。當種種疑點都指向警方涉嫌殺人滅口時，即使警方指有關推論為謠言時，亦很少人相信其辯解[8]。然而，在死者身上並沒有發現任何可疑傷勢，例如遭襲擊造成的傷勢，死者亦無在修例活動中被捕記錄。經向死者家人了解，死者生前雖無留下隻字片言的遺書，但最近情緒低落，悶悶不樂。[9]
- 2020年2月17日凌晨，網上流傳指一名男子在怡心園一帶，被人以綁架形式捉上一部白色私家車強行帶走，去向不明。而該白色私家車更被網民查出為警方的車輛，惹來網民質疑警方無差別對市民作出綁架[10]。

## 運動相關人士之單方面指控
- 一名就讀香港中文大學的女抗爭者一度失蹤，其後公開泣訴於「新屋嶺拘留中心」遭警方性暴力對待。[3]女大生隔日卻稱：拘留所內部情形非自身經歷。[11]
- 前往深圳出差時被捕的前英國駐香港總領事館僱員鄭文傑聲稱，他在大陸被拘留期間遭受酷刑折磨，並親眼目睹一群香港人被審訊。另外，他從國安人員處得知，不少年輕香港抗爭者被秘密送到大陸關押和審判。[2][7]
- 中國異見人士兼富商郭文貴曾經透露中共不但在香港設有黑牢，姦殺許多女抗議者，並且正在夜以繼日地趕工蓋香港集中營，複製新疆集中營。[2]

## 民間反應
為了尋回有關失蹤者，有網民聯同社工、私家偵探等開設「被捕人士關注組」Telegram群組及其他Facebook專頁，盡可能上載所有被捕者的資料。其中facebook群組「香港失蹤人口關注組」於2020年3月28日接受蘋果日報訪問時表示，現時仍有二百至三百人仍未能尋回，每日平均有六十多個尋人帖子，有遊行示威的日子會更多。
《文匯報》報導指相關消息「全屬子虛烏有」，作用僅為煽動仇警情緒；而警方亦曾回應指不應輕信謠言，認為造謠者「散佈恐怖情緒，誤導市民」，又表示現今資訊發達，任何人都不可能無端「消失」，且失蹤人口在修例風波下無異常增加。

## 政府回應
- 保安局局長李家超回應民主黨立法會議員許智峯的書面回覆，警方處理每一起死亡案件，均遵從嚴謹的法例及指引，向死因庭作出呈報。

## 資料來源
1. ↑  .   [2020-03-28]. （原始内容存档于2020-03-28）.
2. 1 2 3  .   [2020-03-28]. （原始内容存档于2020-03-28）.
3. 1 2  陳芳伶. .   [2020-03-28]. （原始内容存档于2019-12-15）.
4. ↑  麥浩禮. .   [2020-03-28]. （原始内容存档于2019-12-20）.
5. 1 2  .   [2020-03-28]. （原始内容存档于2020-03-28）.
6. ↑  . 香港01.   [2020-10-21]. （原始内容存档于2020-11-11）.
7. 1 2 3  . 自由亞洲電台.   [2020-03-28]. （原始内容存档于2020-03-28）.
8. ↑  .   [2020-01-14]. （原始内容存档于2020-02-02）.
9. ↑  . www.hkcd.com.   [2021-10-06]. （原始内容存档于2021-10-06）.
10. ↑  書生百用. .   [2020-03-05]. （原始内容存档于2020-04-05）.
11. ↑  . tw.news.yahoo.com.   [2021-10-06]. （原始内容存档于2021-10-07） （中文（臺灣））.
12. ↑  黃桂桂. .   [2020-03-28].[]
13. ↑  蕭景源. . 文匯報. 2020-03-16  [2020-05-19]. （原始内容存档于2020-03-16） （中文（香港））.